# Altenstadt (Alta Baviera)
Altenstadt è un comune tedesco situato nel land della Baviera.
È il nucleo dell'attuale Schongau, fondata nel XIII secolo da un buon numero di residenti che si spostarono sulle rive del Lech per creare una nuova città.
Testimonianza del suo passato è la basilica minore di San Michele, che custodisce resti di affreschi medievali e significative sculture in stile romanico.